# Dichotomius bicornis
Dichotomius bicornis är en skalbaggsart som beskrevs av Waterhouse 1891. Dichotomius bicornis ingår i släktet Dichotomius och familjen bladhorningar. Inga underarter finns listade i Catalogue of Life.